# アンナ・オルソン
アンナ・オルソン（Anna Olsson、旧姓：ダールベリ（Dahlberg）、1976年5月1日 - ）は、スウェーデン、ヴェステルノールランド県クラームフォシュ出身の元クロスカントリースキー選手。

## プロフィール
1996年のノルディックスキージュニア世界選手権で国際大会にデビュー、翌年の1997年ノルディックスキー世界選手権15kmで47位となった。通算6度ノルディックスキー世界選手権に出場、2009年ノルディックスキー世界選手権ではリナ・アンデションと組んだチームスプリントで銀メダルを獲得した。
冬季オリンピックには2002年ソルトレイクシティ、2006年トリノ、2010年バンクーバーと3度出場、トリノオリンピックチームスプリントでは金メダルを獲得した。
2008年に同じくクロスカントリースキーオリンピック代表選手のヨハン・オルソンと結婚した。
2009-2010シーズン限りで現役を引退した。